# Kolom (scheikunde)

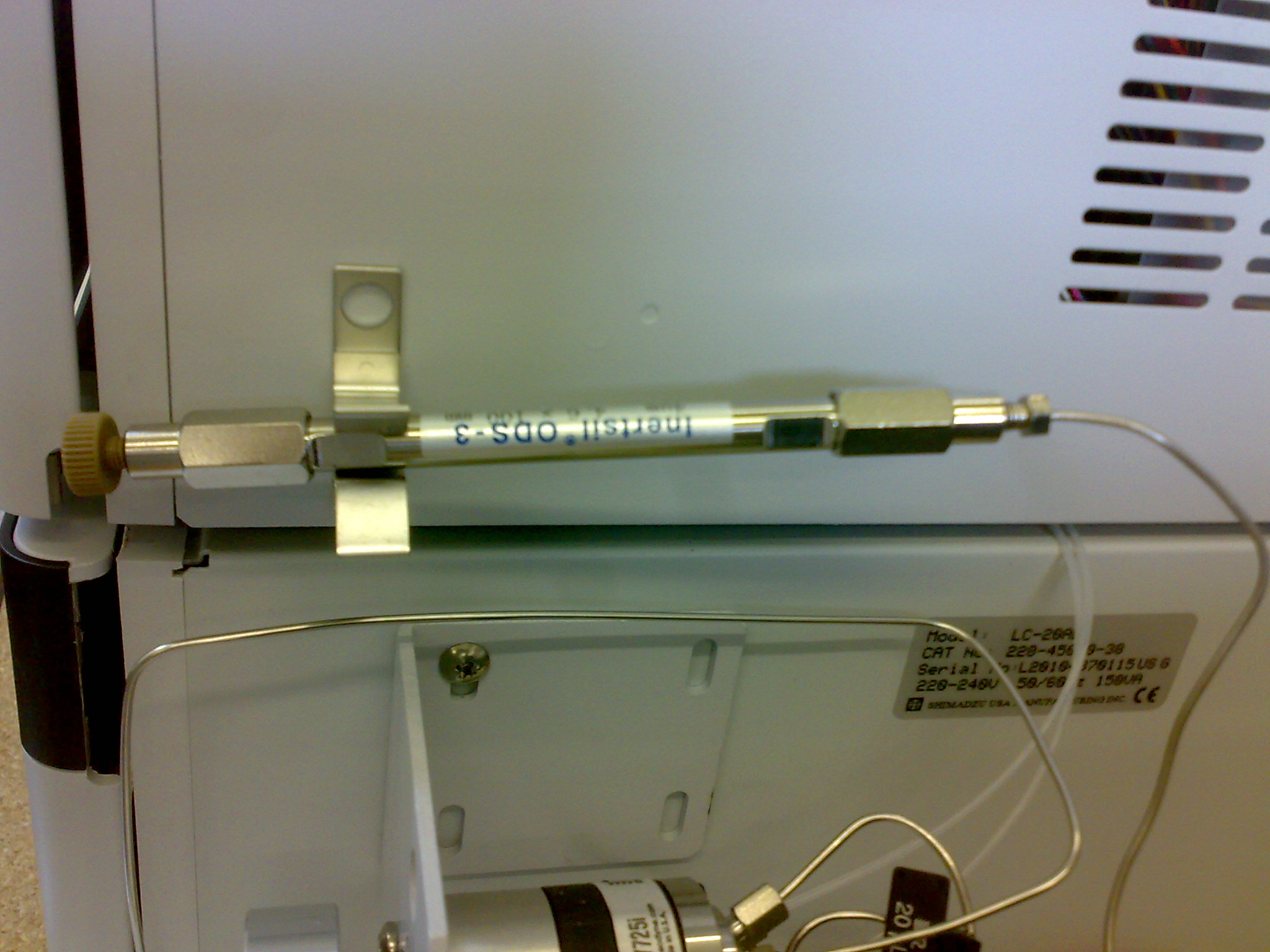
Kolom in een HPLC-opstelling

Een kolom kan in de chemie, door middel van chromatografie, gebruikt worden om de componenten in een mengsel te scheiden. De ene kolom maakt gebruik van de polariteit van de componenten, een andere van de omvang van de moleculen.

## Stationaire fase
De stationaire fase van een kolom is de binnenbekleding van de buis. Deze bekleding is verantwoordelijk voor de scheiding van de componenten.

## Mobiele fase
De mobiele fase is een vloeistof of een gas die door de buis langs de stationaire fase beweegt. Een kolom kan in verschillende soorten voorkomen om voor verschillende analyses gebruikt worden.

## Gepakte kolom
Een gepakte kolom is een dikke korte kolom waar een stationaire fase in korrelvorm in zit. De korrels van de stationaire fase zijn soms onregelmatig van vorm maar in de meeste gevallen hebben de korrels een vaste vorm en afmeting.

## Capillaire kolom
Een capillaire kolom is een lange dunne kolom (tot wel 150 meter). De stationaire fase is als een coating op de wand van de kolom aangebracht.

## Schotelgetal
Het schotelgetal is een maat voor het scheidend vermogen van een kolom. Hoe groter het schotelgetal van een kolom, hoe beter de scheiding van de betreffende kolom zal zijn. Het schotelgetal is kolom afhankelijk, een lange kolom zal meer schotels hebben dan een korte kolom. Het schotelgetal is ook kwaliteitsafhankelijk. Als 2 dezelfde kolommen verschillende schotelgetallen hebben, dan is de kolom met het grootste aantal schotels de kwalitatief betere kolom. Dus het schotelgetal is ook een goede indicatie om de kwaliteit van kolommen in de gaten te houden.

## Schotelhoogte
De schotelhoogte wordt afgeleid van het schotelgetal. Schotelhoogte=(lengte kolom/schotelgetal). De schotelhoogte is een betere indicatie voor de kwaliteit van de kolom dan het schotelgetal. Dit omdat een lange kolom een groter schotelgetal heeft dan een korte kolom. Met de schotelhoogte kan de kwaliteit van kolommen met verschillende lengte met elkaar vergeleken worden.